# Zelené jezírko
Zelené jezírko je jezírko v okrese Plzeň-sever u silnice do Manětína nad osadou Berk.

## Pobřeží
V okolí jsou haldy porostlé břízami.

## Vodní režim
Leží v povodí Bělé.

## Přístup
V současnosti (2007) je jezírko oplocené a nepřístupné.

## Historie
Býval zde důl na vitriolovou břidlici. Od roku 1700 v těchto místech stávala varna na výrobu kyseliny sírové. V 19. století se zdejší vitriolový kámen zpracovával na tehdy ceněné oleum.